# Керамика

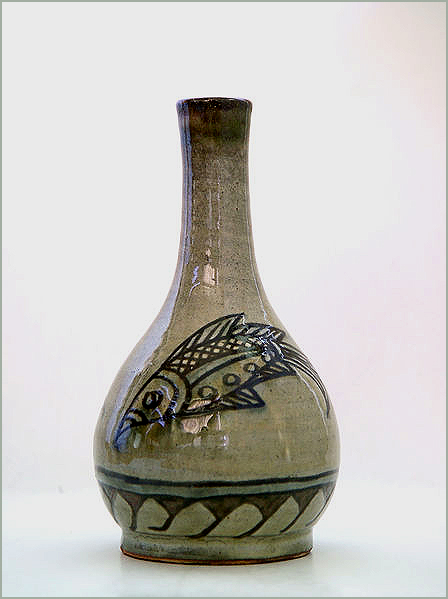
Древний сосуд

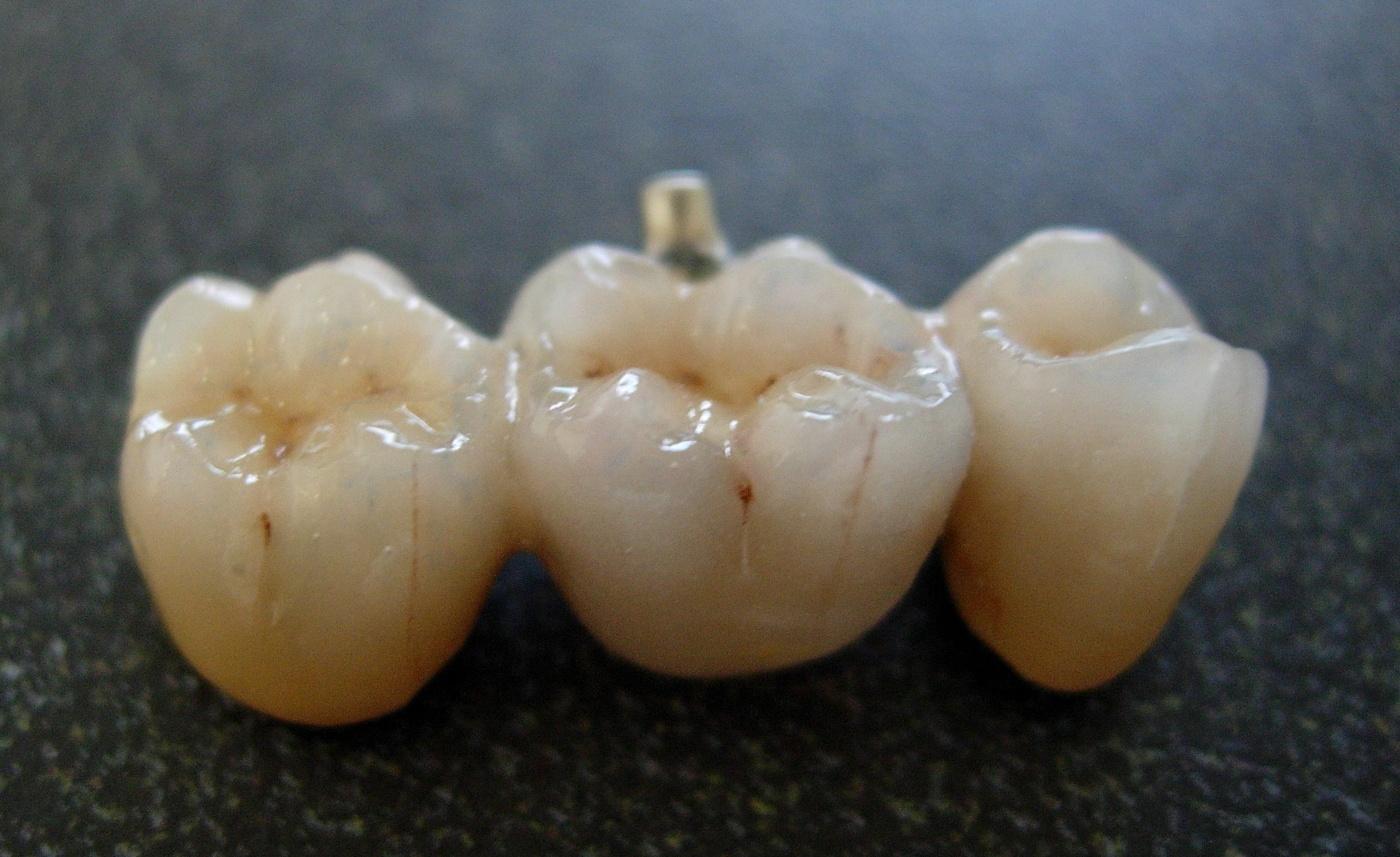
Зубной металлокерамический протез

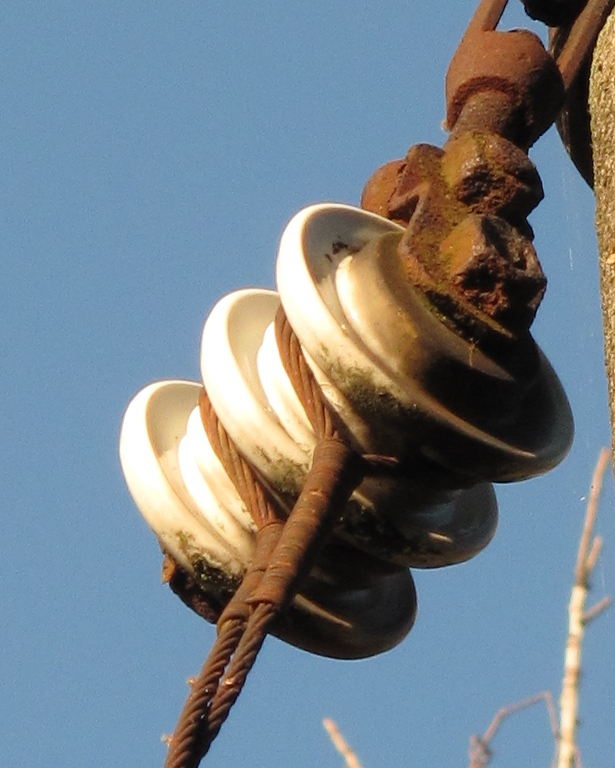
Керамический изолятор опор ЛЭП

Кера́мика (др.-греч. κέραμος — глина) — материалы, изготавливаемые из глин или их смесей с минеральными добавками (а иногда из других неорганических соединений) под воздействием высокой температуры с последующим охлаждением; а также изделия из таких материалов.
В узком смысле слово «керамика» обозначает глину, прошедшую обжиг.
Самая ранняя керамика — посуда из глины или из её смесей с другими материалами. В настоящее время керамика как материал применяется в промышленности (машиностроение, приборостроение, авиационная промышленность и др.), строительстве, искусстве, широко используется в медицине, науке. В XX столетии были созданы новые керамические материалы для использования в полупроводниковой индустрии и др. областях.
Современные высокотемпературные сверхпроводящие материалы также являются керамикой.

## Виды керамики
В зависимости от строения различают тонкую керамику (черепок стекловидный или мелкозернистый) и грубую (черепок крупнозернистый). Основные виды тонкой керамики — фарфор, полуфарфор, глино-каменные массы, шамот, фаянс, майолика. Основные виды грубой керамики — архитектурно-строительная керамика (кирпич, изразцы, черепица и др.), огнеупорная керамика (плиты, тигли, капсели и т. п. для плавки и обжига изделий), а также гончарная керамика.
Кроме того, различают керамику карбидную (карбид вольфрама, карбид кремния), алюмооксидную, циркониевую (на основе ZrO2), нитридную (на основе AlN) и пр.
Фарфор имеет плотный спёкшийся черепок белого цвета (иногда с голубоватым оттенком) с низким водопоглощением (до 0,2 %), при постукивании издаёт высокий мелодичный звук, в тонких слоях может просвечивать. Глазурь не покрывает край борта или основание изделия из фарфора. Сырьё для фарфора — каолин, песок, полевой шпат и другие добавки.
Фаянс имеет пористый белый черепок с желтоватым оттенком, пористость черепка 9 — 12 %. Из-за высокой пористости изделия из фаянса полностью покрываются бесцветной глазурью невысокой термостойкости. Фаянс применяется для производства столовой посуды повседневного использования. Сырьё для производства фаянса — беложгущиеся глины с добавлением мела и кварцевого песка.
Полуфарфор по свойствам занимает промежуточное положение между фарфором и фаянсом, черепок белый, водопоглощение 3 — 5 %, используется в производстве посуды.
Майолика имеет пористый черепок, водопоглощение около 15 %, изделия имеют гладкую поверхность, блеск, малую толщину стенок, покрываются цветными глазурями и могут иметь декоративные рельефные украшения. Для изготовления майолики применяется литьё. Сырьё — беложгущиеся глины (фаянсовая майолика) или красножгущиеся глины (гончарная майолика), плавни, мел, кварцевый песок.
Гончарная керамика имеет черепок красно-коричневого цвета (используются красножгущиеся глины), большой пористости, водопоглощение до 18 %. Изделия могут покрываться бесцветными глазурями, расписываются цветными глиняными красками — ангобами.

## История

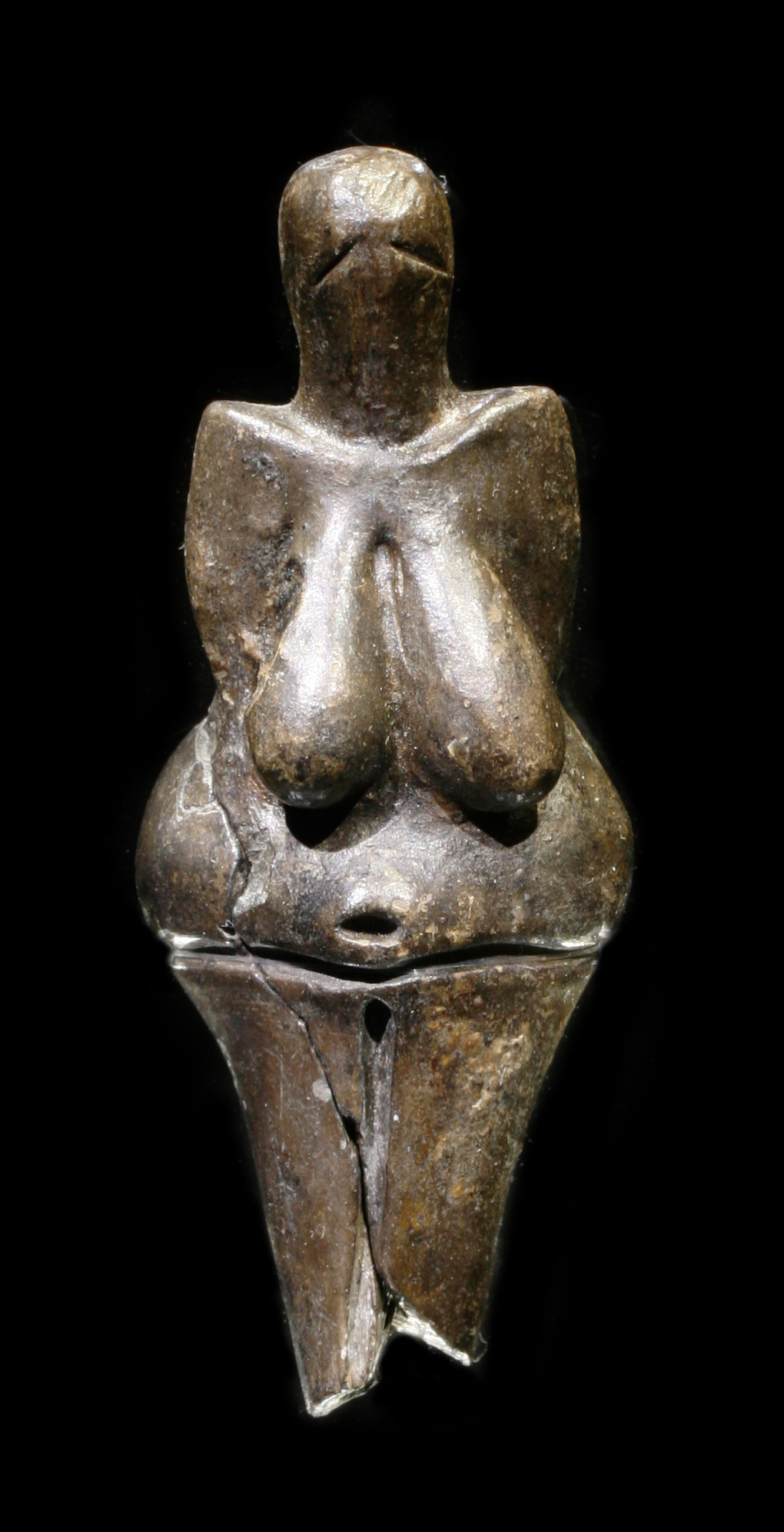
Венера из Дольни-Вестонице

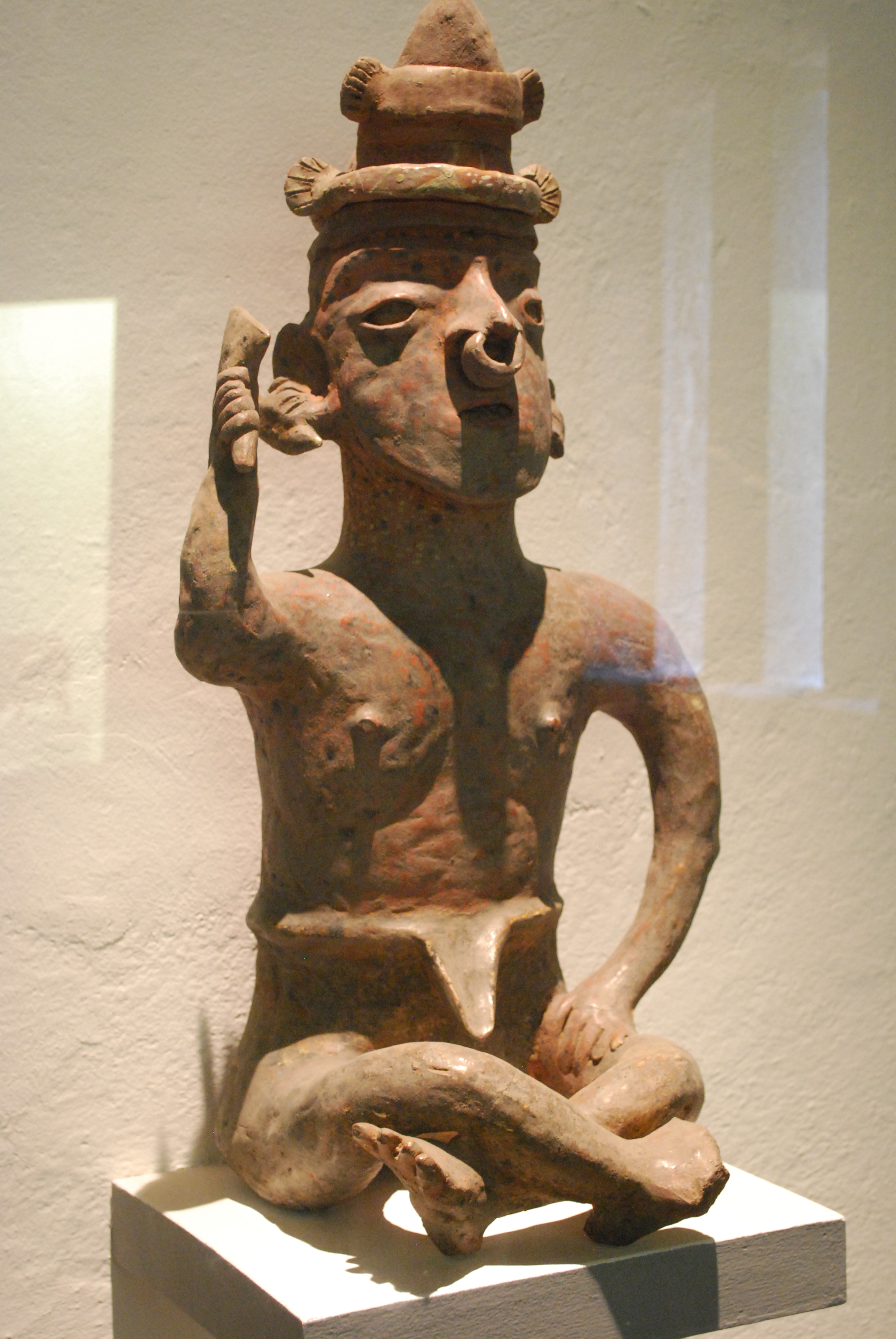
Индейская керамика

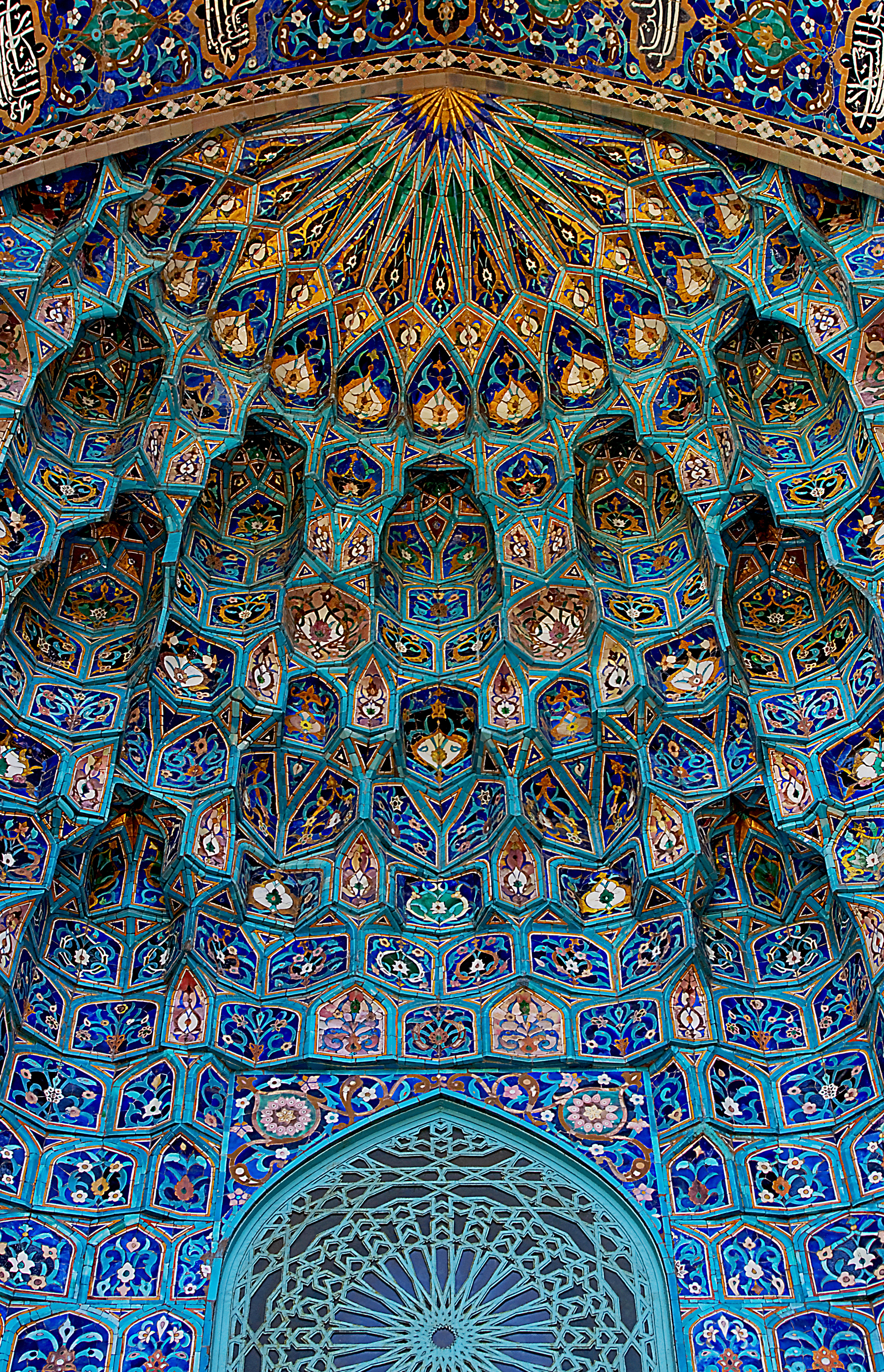
Майолика Санкт-Петербургской соборной мечети

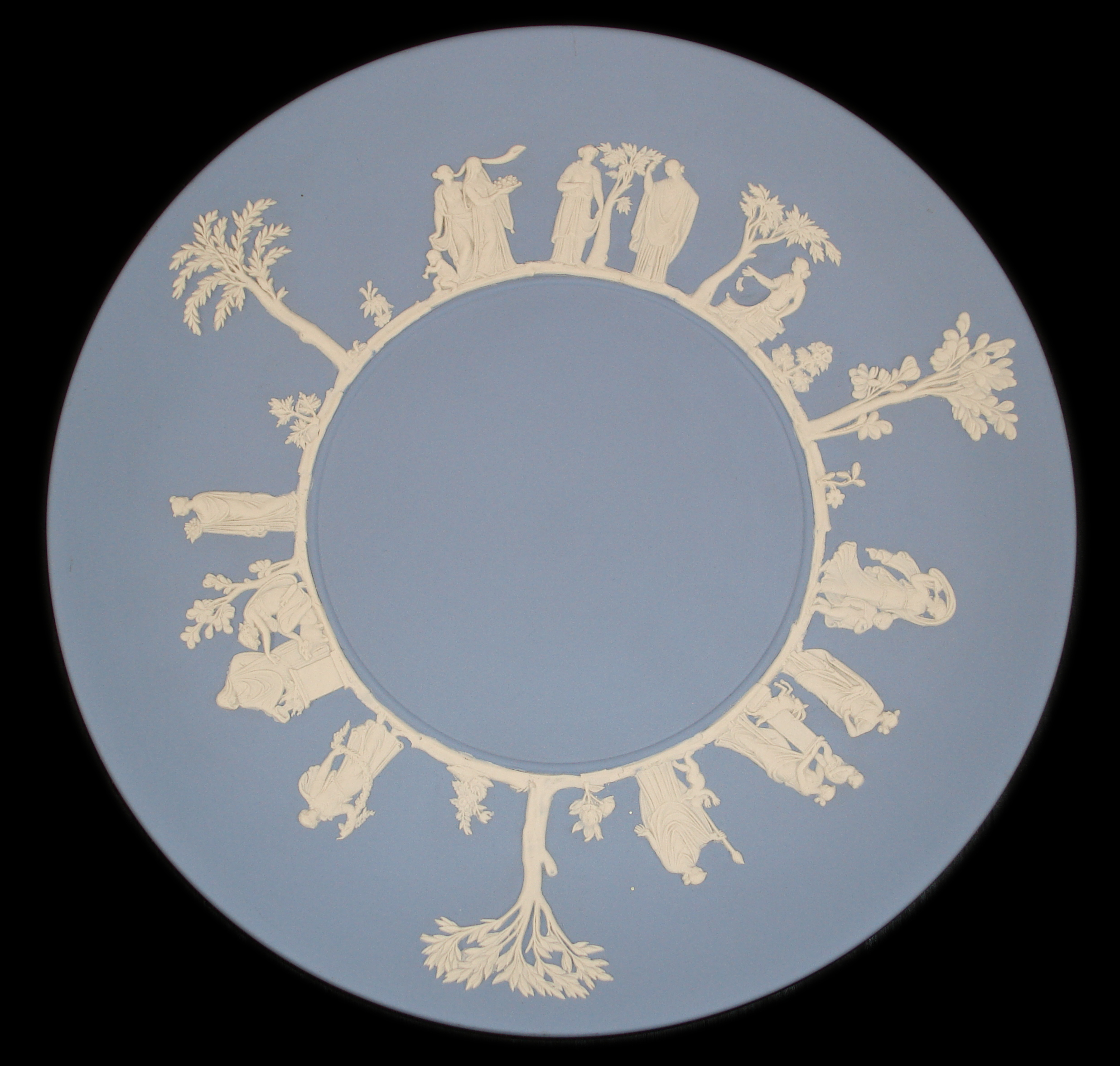
Веджвуд

Керамика известна с глубокой древности и является, возможно, первым созданным человеком искусственным материалом. Считалось, что возникновение керамики напрямую связано с переходом человека к оседлому образу жизни, поэтому оно произошло намного позднее, чем корзины. Ещё недавно первые известные нам образцы керамики относились к эпохе верхнего палеолита (граветтская культура). Древнейший предмет из обожжённой глины датируется 29—25 тысячелетиями до нашей эры. Это вестоницкая Венера, хранящаяся в Моравском музее в Брно.
Найденные в 1993 году горшки из пещеры Сяньжэньдун в провинции Цзянси на юго-востоке КНР были слеплены 20—19 тыс. лет назад. Черепки от остроконечного сосуда, найденные в пещере Юйчаньянь в провинции Хунань на юго-востоке Китая, датируются возрастом 18,3—17,5 тыс. лет назад. Керамика на реке Громатухе (приток Зеи) в Амурской области появилась ок. 15,5 тыс. лет назад.
В мезолитических культурах керамика используется нерегулярно и, как правило, на позднем этапе; наиболее совершенные образцы мезолитической керамики известны в культуре дзёмон на территории Японии. В неолите керамика становится неотъемлемым атрибутом практически всех археологических культур (исключение — период древнейших аграрных сообществ докерамического неолита на ближнем Востоке, когда переход к оседлому образу жизни произошёл раньше многих других технологических инноваций).
Петер Джордан (Гронинген, Нидерланды) считает, что керамика распространялась из двух центров инноваций: Восточной Азии (около 16000 лет до настоящего времени) и Северной Африки (около 12000 лет до настоящего времени).
Древнейшая керамическая посуда (12 тыс. л. н.) в России обнаружена в Забайкалье (на археологических памятниках усть-каренгской культуры) и на Дальнем Востоке (громатухинская, осиповская, селемджинская культуры; см. Сибирский неолит). Нижние слои поселения Ракушечный Яр в Ростовской области датируются второй половиной 7 тыс. до нашей эры. Елшанская культура в Среднем Поволжье датируется 7 тыс. до н. э.
Керамика с толстым слоем растительного воска и жирного осадка с ливийских местонахождений в Сахаре Юан Афуда (Uan Afuda) и Такартори (Takarkori) датируется периодом 8200—6400 лет до н. э.
Первоначально керамика формовалась вручную. Изобретение гончарного круга в третьем тысячелетии до нашей эры (поздний энеолит — ранний бронзовый век) позволило значительно ускорить и упростить процесс формовки изделия. В доколумбовых культурах Америки индейская керамика изготавливалась без гончарного круга вплоть до прихода европейцев.
Отдельные виды керамики формировались постепенно по мере совершенствования производственных процессов, в зависимости от свойств сырья и получаемых условий обработки.
Древнейшие виды керамики — это разнообразные сосуды, а также пряслица, ткацкие грузики и другие предметы. Эта бытовая керамика разными способами облагораживалась — наносился рельеф штамповкой, прочерчиванием, налепными элементами. Сосуды получали разную окраску в зависимости от способа обжига. Их могли лощить, окрашивать или разрисовывать орнаментом, покрывать ангобом, глянцеватым слоем (греческая керамика и римские Terra sigillata), цветной глазурью («Гафнеркерамика» Ренессанса).
К концу XVI века в Европе появилась майолика (в зависимости от происхождения, также часто называется фаянсом). Обладая пористым черепком из содержащей железо и известь, но при этом белой фаянсовой массы, она была покрыта двумя глазурями: непрозрачной, с высоким содержанием олова, и прозрачной блестящей свинцовой глазурью.
Декор писали на майолике по сырой глазури, прежде чем обжечь изделие при температуре порядка 1000 °C. Краски для росписи брались того же химического состава, что и глазурь, однако их существенной частью были окислы металлов, которые выдерживали большую температуру (так называемые огнеупорные краски — синяя, зелёная, жёлтая и фиолетовая). Начиная с XVIII века стали применять так называемые муфельные краски, которые наносились на уже обожжённую глазурь. Они используются и для росписи фарфора.
В XVI веке в Германии распространилось производство каменной керамической посуды. Белый (например, в Зигбурге) или окрашенный (например, в Ререне), весьма плотный черепок состоял из глины, смешанной с полевым шпатом и другими веществами. После обжига при температуре 1200—1280 °C каменная керамика становилась твёрдой и практически не пористой. В Голландии производили красную каменную керамику по образцу Китайской керамики, и ту же особенность обнаруживает керамика Бёттгера.
Каменная керамика также изготовлялась Веджвудом в Англии. Тонкий фаянс как особый сорт керамики с белым пористым черепком, покрытым белой же глазурью, появился в Англии в первой половине XVIII века. Фаянс в зависимости от крепости черепка делится на мягкий тонкий фаянс с высоким содержанием извести, средний — с более низким её содержанием и твёрдый — совсем без извести. Этот последний по составу и крепости черепка часто напоминает каменную керамику или фарфор.

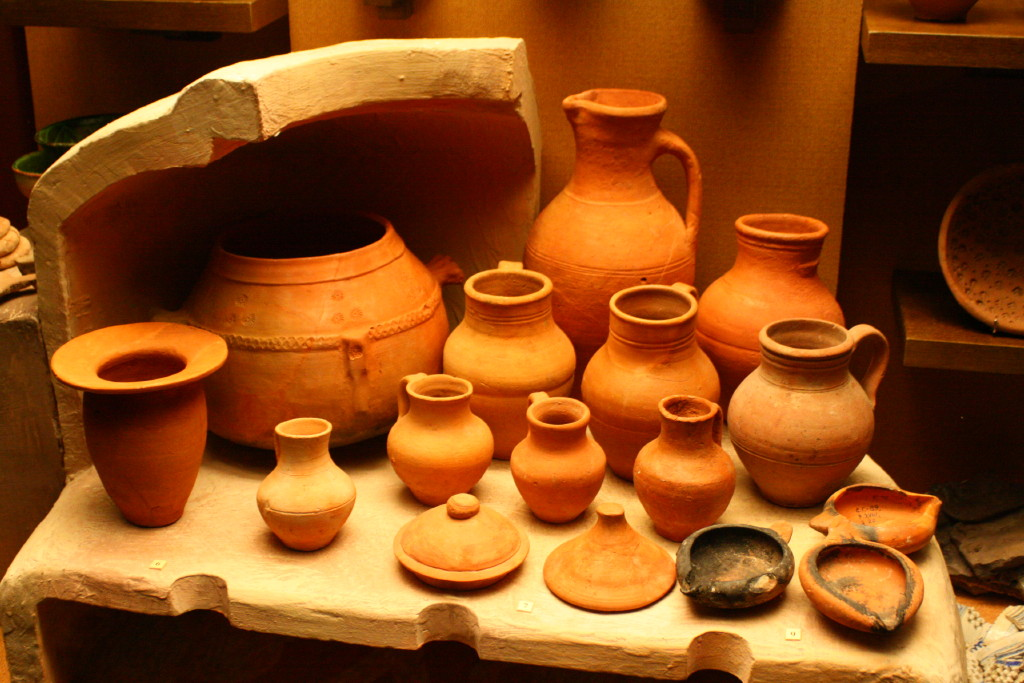
Керамика Золотой Орды.

## Изготовление гончарных форм с использованием и без использования гончарного круга
Отис Тафтон Мейсон описал техники плетения корзин американскими индейцами, а также показал способ использования корзины, как основы для изготовления дна кувшина.

## История появления керамики на Руси
Заметной отраслью древнерусского городского гончарства было изготовление поливной посуды. Образцы её находят обычно при раскопках городов, её почти нет в сельских поселениях и совсем мало в составе курганных инвентарей. Поливная керамика древнерусского производства конца X—XI века сосредоточена преимущественно в южнорусских городах — Киеве, Чернигове, Вышгороде. Любече, то есть в древнейших центрах древнерусского государства. В Древней Руси применяли большей частью двухъярусные (нижний, топочный ярус зарывали в землю) гончарные горны, но были и одноярусные.
Первой ступенью непосредственного изготовления сосуда является конструирование начина. А. А. Бобринский по археологическим и этнографическим материалам в истории восточноевропейского гончарства выделил 4 программы конструирования начинов:
1. донная — вначале изготавливается только днище будущего сосуда;
2. донно-ёмкостная — создание сосуда начинается с донной части, а заканчивается стенками на всю или какую-то часть общей высоты;
3. ёмкостная — изготовление начина ограничено конструированием только стенок сосуда, после чего к нему примазывается дно;
4. ёмкостно-донная — изготовление сосуда начинается с его будущей верхней части (венчика, шейки или тулова), в целом — ёмкости сосуда, а завершается донной частью.

При раскопках М. К. Каргера в усадьбе София Киевской вместе с обычной круговой керамикой XI века были найдены обломки поливных блюд из белой глины, похожие на византийские блюда со штампованным орнаментом, но вполне своеобразные: характерный «рельсовидный» венчик византийских блюд (IХ—ХI) заменён горизонтально отогнутым венчиком; блюда покрыты пятнами зелёной поливы — это подражание византийским образцам. Русское происхождение этих блюд не вызывает сомнений: они сделаны из местного сырья. Однако подражание византийской керамике свойственно только первым мастерам поливного дела на Руси. Основная масса белоглиняной посуды по форме аналогична обычной круговой керамике древнерусских городов: это кувшины и горшки разных форм.
Фрагменты белоглиняных поливных кувшинов были найдены в слоях XI века в Киеве при раскопках близ Софийского собора, на территории Киево-Печерской лавры, в Вышгороде, Городске, Любече, Чернигове. У них шаровидно-вытянутое тулово было отделено от горла налепным валиком.
Поливные горшки повторяют простую посуду того времени. Обычно это небольшие горшочки с прямым или слегка отогнутым венчиком. Особенностью бело-глиняной керамики является плотная непрозрачная полива, яркозелёная, реже — жёлтая. Такая посуда найдена в небольшом количестве в Вышгороде, Чернигове, Городске, в селе Волосском Днепропетровской области.
Белоглиняная поливная керамика все же сравнительно малочисленна. С XII века во многих городах Руси стали изготовлять поливную посуду из местных светложгущихся глин, дающих после обжига черепок серого цвета. Где такой глины не было, использовали красножгущуюся глину. Перед нанесением поливы сосуд покрывали ангобом — слоем глины более светлой, чем основная.
Есть поливная посуда и в Новгороде. Её отличает пятнистость поливы, зелёной с желтыми или коричневыми пятнами. Это в основном горшки, близкие по форме новгородской посуде ХII—ХIII веков до. Самые ранние из них встречаются и слоях
ХI—ХII веков. Керамика всё с той же пятнистой поливой продолжала бытовать и в ХIV—ХVII веках: это горшки, водолеи, игрушки. Не был утрачен в Новгороде и способ получения поливы с металлическим блеском; помимо писанок, здесь в ХII-ХIII веках производили плитки с надглазурной росписью белгородского типа, от которых они отличаются синеватым или красноватым оттенком фона и металлическим блеском поливы.
Представление о поливной керамике северных областей Руси дают находки в Белоозере. Наряду с привозной керамикой из Киева здесь найдены вполне своеобразные тонкостенные сосуды с жидкой пятнистой зелёной поливой, писанки, погремушки, костяшки от счетов
По находкам в Новгороде ясно, что традиции поливного дела после ХIII века утрачены не были. Подтверждается это и материалами из Москвы и Подмосковья. В московских слоях домонгольского времени встречаются отдельные обломки поливной керамики из серой глины. Вероятно, производство поливной керамики в Москве было достаточно развито уже в середине XIV века. Роль киевских традиций в нём несомненна.
Монголо-татарское нашествие повлияло на развитие древнерусской культуры. История керамики разделилась на общеевропейкую в Великом княжестве Литовском, Руськом Жемойтском и иных и в Московии, сместившись из южных регионов в северные и западные пограничные города. В московских землях изразцовое искусство Древней Руси было уничтожено, погибли множество произведений русских гончаров IX—XII веков. Например, исчезли двуручные корчаги-амфоры, вертикальные светильники, искусство перегородчатой эмали, глазурь (самая простая — жёлтая, уцелела только в Новгороде), более простым стал орнамент.
В XIII—XIV столетиях в Пскове получила распространение муравленная черепица, применяемая для крыш православных храмов. Она, вероятно, породила простые облицовочные плитки, а затем изразцы с узором и румпой для крепления в кладке стен.
На территории Псково-Печерского Свято-Успенского монастыря сохранились уникальные памятники глазированной керамики — более ста древних надгробных монашеских плит (керамид), вмурованных в стены подземных галерей. Достигающие в среднем высоты 45-60 см и имеющие ширину 30-40 см, они выполнены из обожжённой глины с тёмно-зелёной поливой. Количество и высокое художественное качество изделий свидетельствует о том, что в монастыре издревле процветало керамическое производство. Керамиды впервые на Руси начали изготавливать именно на Псковщине в XVI веке. В монастыре была специальная гончарная мастерская.
Псковские гончарные изделия, такие как посуда, узнаваемы по своим формам. Искусство псковских мастеров ярко проявилось в изготовлении декоративной керамики.
Отдельное направление русской, а затем и современной российской керамики, составляет гжель (по имени города). Эти изделия исполняются в бело-синем стиле.

## Прозрачная керамика
Исходные керамические материалы непрозрачны из-за особенностей их структуры. Однако спекание частиц нанометровых размеров позволило создать прозрачные керамические материалы, обладающие свойствами (диапазоном рабочих длин волн излучения, дисперсией, показателем преломления), лежащими за пределами стандартного диапазона значений для оптических стёкол.

## Нанокерамика
Нанокерамика — керамический наноструктурный материал (англ. nanoceramics) — компактный материал на основе оксидов, карбидов, нитридов, боридов и других неорганических соединений, состоящий из кристаллитов (зёрен) со средним размером до 100 нм. Нанокерамика применяется для производства бронекерамики, генераторных ламп СВЧ-диапазона, подложки для полупроводниковых приборов, изоляторов для вакуумных дугогасительных камер, силовых полупроводниковых приборов и электронно-оптических преобразователей в приборах ночного видения.

## Технология производства керамических изделий
Технологическая схема производства керамической плитки включает следующие основные фазы:
1. Приготовление шликера;
2. Формовка изделия;
3. Сушка;
4. Приготовление глазури и глазуровка (эмалировка);
5. Обжиг.

Сырьё для керамических масс подразделяется на пластичное (глины и каолины) и непластичное. Добавки шамота и кварца уменьшают усадку изделий и вероятность растрескивания на стадии формования. В качестве стеклообразователей используют свинцовый сурик, буру.

### Приготовление шликера
Приготовление шликера осуществляется в три фазы:
1. Первая фаза: помол полевого шпата и песка (помол ведётся от 10 до 12 часов);
2. В первую фазу добавляется глина;
3. Во вторую фазу добавляется каолин. Готовый шликер сливается в ёмкости и выдерживается.

Транспортировка из сырьевого склада производится при помощи погрузчика в приёмные бункера. Откуда по конвейеру отправляется либо в шаровую мельницу (для помола), либо в турборастворители (для роспуска глины и каолина)

### Участок по приготовлению глазури
Глазури — глянцевидные сплавы, расплавляющиеся на керамическом черепке слоем толщиной 0,12 — 0,40 мм. Глазурь наносится, чтобы покрыть черепок изделия плотным и гладким слоем, а также для придания изделию с плотным черепком повышенной прочности и привлекательного внешнего вида, для гарантии диэлектрических свойств и защиты декора от механических и химических воздействий.
В состав глазури входит тонко измельчённый циркон, мел, белила.
В одну из определяемых технологом ёмкостей загружается готовая глазурь. Её пропускают несколько раз через вибросита и магнитноуловители для извлечения металлических примесей, наличие которых в глазури может повлечь за собой образование дефектов в ходе производства. В состав добавляется клей, и глазурь отправляется на линию.

### Формование
Перед формовкой шликер загружается в одну из ёмкостей. Три ёмкости используются поочерёдно (меняясь примерно раз в сутки) для определённого стенда. Форму предварительно очищают от остатков шликера после предыдущей формовки, обрабатывают шликерной водой и просушивают.
Шликер заливают в просушенные формы. Формы рассчитаны на 80 заливок. При формовании используется наливной способ. Форма впитывает в себя часть воды, и объём шликера уменьшается. В форму доливают шликер для поддержания требуемого объёма.
После затвердевания изделия просушиваются, производится первичная отбраковка изделий (трещины, деформации).

### Ручная обработка изделий

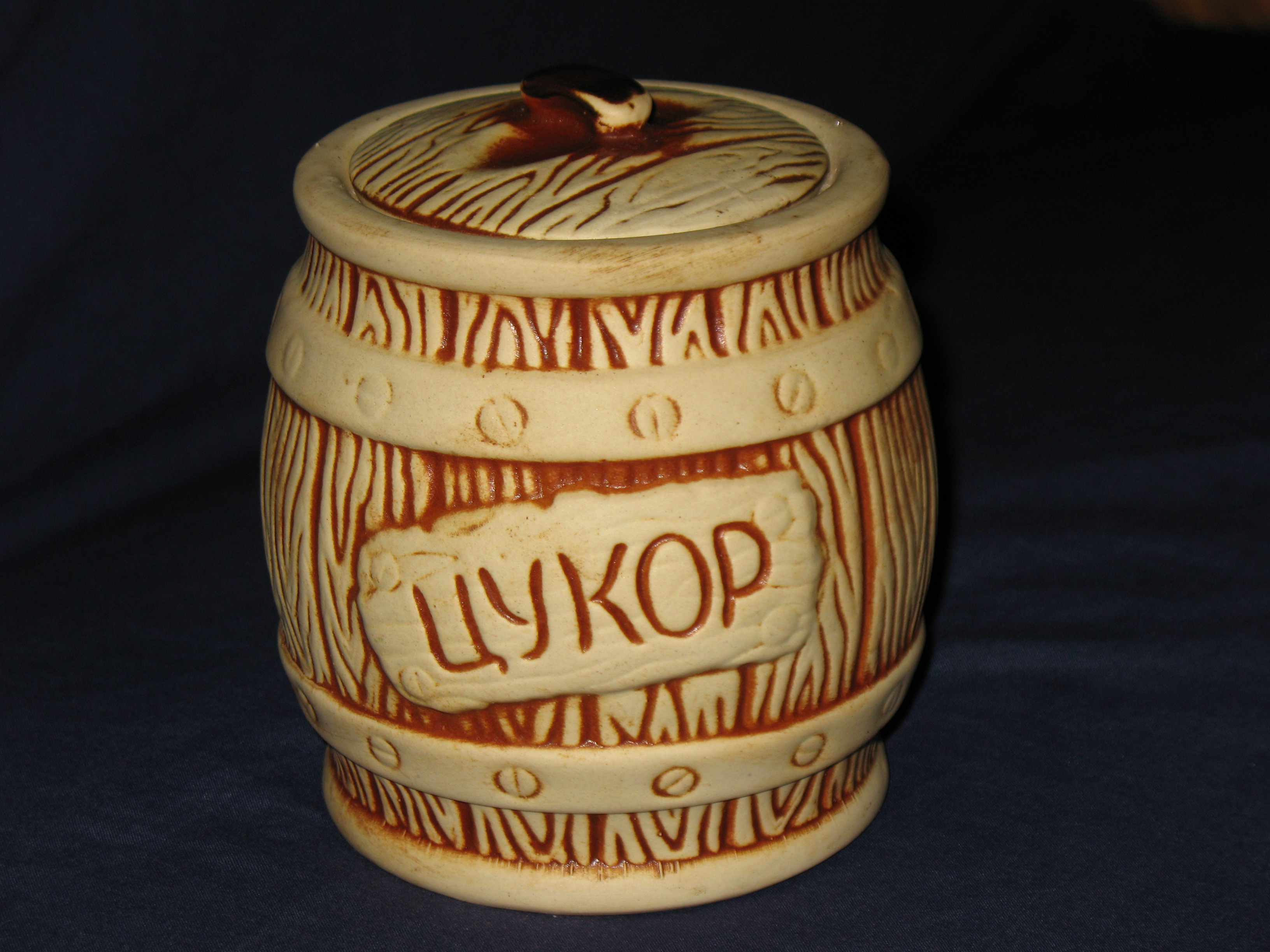
Керамическая ёмкость, УССР

После формования изделия поступают в цех ручной обработки.
После нанесения глазури изделие отправляется на обжиг в печь. Печь укомплектована модулем предварительной сушки, камерами обеспыливания и обдува. Термическая обработка ведётся при температуре 1230 градусов, длина печи составляет порядка 89 метров. Цикл от погрузки до разгрузки вагонетки составляет около полутора суток. Обжиг изделий в печи проходит в продолжение суток.
После обжига проводят сортировку: разделение на группы подобных изделий, выявление дефектов. Если дефекты устранимы, то они отправляются на доработку и удаляются вручную на участке реставрации. В противном случае изделие считается бракованным.